# Teresa Ribera
Teresa Ribera Rodríguez (Madrid, 19 de mayo de 1969) es una jurista, profesora universitaria y funcionaria española, que se desempeña como vicepresidenta primera y comisaria de Competencia de la Comisión Europea desde el 1 de diciembre de 2024.
Se educó en la Universidad Complutense de Madrid, donde se graduó en Derecho y se diplomó en Derecho Constitucional y Ciencias Políticas en el Centro de Estudios Constitucionales. En 1995 ganó plaza en el Cuerpo Superior de Administradores Civiles del Estado, estando siempre relacionada con el área de medio ambiente.
A partir del año 2005 asumió protagonismo como responsable de la política climática del Gobierno, al ser nombrada directora de la Oficina Española del Cambio Climático y, en 2008, fue nombrada secretaria de Estado de Cambio Climático hasta 2011. Posteriormente, se trasladó a París para dirigir el Instituto de Desarrollo Sostenible y Relaciones Internacionales.
Regresó a la política activa en junio de 2018, cuando el presidente del Gobierno, Pedro Sánchez, la eligió como su ministra de Transición Ecológica. En 2020, fue elevada a la categoría de vicepresidenta cuarta del Gobierno y se le otorgaron las competencias sobre los retos poblacionales de España. En 2021, fue nombrada vicepresidenta tercera. Cesó a finales de 2024 tras ser nombrada vicepresidenta primera para asuntos ecológicos, energéticos y de competitividad y comisaria de Competencia de la Comisión Europea.

## Trayectoria
Licenciada en Derecho por la Universidad Complutense de Madrid y diplomada en Derecho Constitucional y Ciencia Política por el Centro de Estudios Constitucionales, pertenece al Cuerpo Superior de Administradores Civiles del Estado desde 1995, estando en excedencia desde 2012. Ha sido profesora asociada del Departamento de Derecho Público y Filosofía de Derecho de la Universidad Autónoma de Madrid.
Está casada con Mariano Bacigalupo, consejero de la Comisión Nacional de los Mercados y la Competencia (CNMC).
Ha desempeñado diversos cargos técnicos en la administración pública, como el puesto de jefa de servicio de Coordinación Normativa del Ministerio de Fomento, el de consejera técnica en el gabinete del Subsecretario de Medio Ambiente y el de jefa de área de Cumplimiento y Desarrollo. Entre 2005 y 2008 fue directora de la Oficina Española de Cambio Climático y, entre 2008 y 2011, asumió la titularidad de la Secretaría de Estado de Cambio Climático (en el Ministerio de Agricultura y Pesca, Alimentación y Medio Ambiente) durante el segundo Gobierno de José Luis Rodríguez Zapatero.
Ribera también ha sido miembro de distintos consejos asesores entre los que destacan el consejo de Liderazgo Global de la United Nations Sustainable Development Solutions Network (UNSDSN), el consejo asesor global en cambio climático del Foro Económico Mundial, y el de la iniciativa Momentum For Change de la Convención Marco de las Naciones Unidas sobre el Cambio Climático (UNFCCC); pertenece al consejo asesor del Instituto de Investigación para el Desarrollo (IRD) y a los patronatos de Fundipax y la Fundación Alternativas.
En septiembre de 2013 empezó a colaborar en el Instituto de Desarrollo Sostenible y Relaciones Internacionales (IDDRI), con sede en París, y en junio de 2014 asumió su dirección. La organización está dedicada al análisis de cuestiones estratégicas relacionadas con el desarrollo sostenible, cambio climático, protección de la biodiversidad, seguridad alimentaria y gestión del proceso de urbanización.
En mayo de 2014 la fiscalía denunció el proyecto Castor por prevaricación ambiental. En su escrito responsabilizó a la empresa y al Estado por los seísmos causados por el almacén de gas subterráneo. Años antes, en 2009, momento en que fue aprobado por el Gobierno el proyecto, Ribera ocupaba el cargo de secretaria de Estado de Cambio Climático, firmó la declaración de impacto ambiental (DIA) del proyecto, avalada por diversos informes técnicos e informada sin que nadie recurriera dicha declaración. Informes posteriores del Instituto Tecnológico de Massachusetts (MIT) han avalado la evaluación de riesgos que se hizo en la DIA en su momento, con el conocimiento disponible entonces.
En 2015 fueron imputadas 18 personas técnicas entre las que no se encontraba ningún cargo político y sí técnicos del Instituto Geológico y Minero de España (IGME) y responsables de la Dirección General de Calidad y Evaluación Ambiental. La ex secretaria de Estado Teresa Ribera nunca fue citada.
En 2015 se incorporó al equipo de expertos de Pedro Sánchez para elaborar el programa electoral del PSOE.
En enero de 2024 recibió el premio Progressive person of the year, otorgado por la Foundation for European Progressive Studies.
En 2024 recibió el Premio El Club de las 25 en su XXVII edición, en la categoría Política por su orientación ecofeminista, otorgado por la asociación El Club de las 25.

### Ministra para la Transición Ecológica
En junio de 2018 fue nombrada ministra para la Transición Ecológica en el primer Gobierno de Pedro Sánchez. Entre las prioridades de su Departamento, la ministra impulsó una ley de cambio climático y transición energética en España, presentó el Plan Nacional de Energía y Clima, obligatorio para cumplir con los compromisos de la Unión Europea, y elaboró un plan estratégico de transición justa para acompañar a los sectores más vulnerables a este proceso de cambio hacia un modelo de desarrollo descarbonizado. 
Una de las primeras medidas que tomó fue la eliminación del llamado «impuesto al sol», con el objetivo de favorecer el autoconsumo eléctrico y reducir el precio de la electricidad.
La descarbonización la impulsó desde el principio de su mandato, alcanzando en octubre de 2018 un acuerdo con los sindicatos y empresarios mineros para cerrar la mayor parte de las minas de carbón existentes en España por medio de una inversión gubernamental de 250 millones de euros destinados a apoyar iniciativas empresariales y de desarrollo de las comarcas mineras, así como garantizar el nivel de vida de los mineros una vez las minas sean cerradas.
En 2018 fue galardonada con el premio «Climate Reality Project Award» en la categoría de personalidad pública por su lucha contra el cambio climático por el Proyecto de Realidad Climática de la ONG, con sede en Washington D. C..
En las elecciones generales del 28 de abril de 2019 fue incluida cuarta en la lista electoral del PSOE en la circunscripción de Madrid y consigue escaño en la efímera xiii legislatura. En las elecciones generales del 10 de noviembre de 2019 repite tanto posición como escaño en la xiv legislatura.

#### Vicepresidenta del Gobierno
En enero de 2020, Ribera es nombrada vicepresidenta cuarta del segundo Gobierno de Pedro Sánchez, siendo la primera vez en la historia de España que en un gobierno contaría con cuatro vicepresidencias. Además, mantendría su cartera ministerial sobre la transición ecológica, si bien se aumentarían sus funciones en todo lo relativo al Reto Demográfico.
En febrero de 2020 abandona su escaño en el Congreso de los Diputados para centrarse en su actividad gubernamental.
En abril de 2020, el presidente del Gobierno le encargó la realización del plan de desescalada, es decir, la forma en la que el país saldría del Estado de Alarma activado debido a la pandemia de COVID-19. Para este objetivo, Ribera organizó un grupo de expertos en todas las áreas, desde económicos hasta epidemiólogos. En declaraciones a la Agencia EFE, Ribera afirmó que la recuperación debería ser «necesariamente verde y solidaria».
En julio de 2021, en una gran remodelación del Segundo Gobierno Sánchez, se elimina la vicepresidenta cuarta. Ribera pasa entonces a ser vicepresidenta tercera en sustitución de Yolanda Díaz, la cual a su vez fue promovida a vicepresidenta segunda.
De cara a las elecciones generales del 23 de julio de 2023 fue incluida segunda en la lista electoral del PSOE en la circunscripción de Madrid, justo detrás del presidente del Gobierno, Pedro Sánchez. El 1 de diciembre de 2023 renunció a su escaño de diputada para centrarse en sus tareas de gobierno.
El 24 de abril de 2024, el Partido Socialista Obrero Español anunció que Ribera encabezaría la candidatura socialista a las elecciones al Parlamento Europeo de junio de 2024. La candidatura socialista (20 escaños y 30 % del voto) quedó segunda frente a la del Partido Popular (22 escaños y 34 %), encabezada por Dolors Montserrat. El 26 de junio Ribera aclaró que no iba a recoger el acta como eurodiputada y que continuaba en el Gobierno.

### Comisaria de la Unión Europea
El 17 de septiembre de 2024 la presidenta de la Comisión Europea, Ursula von der Leyen, reveló la composición del Colegio de Comisarios para el periodo 2024-2029. En el caso de Teresa Ribera, que había sido propuesta por el Gobierno de España como comisaria, fue propuesta para ocupar la cartera de Competencia, una de las más relevantes de la Comisión, así como una vicepresidencia ejecutiva encargada de los asuntos de transición ecológica y competencia.
A pesar del tenso debate en el seno del Parlamento Europeo en torno a Ribera que, a juicio del Partido Popular Europeo e influenciado por el Partido Popular nacional, no era adecuada por su supuesta responsabilidad en la mala gestión de las inundaciones de la DANA de octubre de 2024, finalmente la comisión parlamentaria que evaluó a los candidatos afirmó positivamente sobre su nombramiento. El Pleno del Parlamento Europeo dio su consentimiento a los nombramientos el 27 de noviembre, tomando posesión la nueva Comisión el 1 de diciembre de 2024.